# Perlerfiup Kangerlua
Perlerfiup Kangerlua est un fjord de la municipalité d'Avannaata dans le nord-ouest du Groenland.
Il s'agit d'un fjord affluent du plus large système du fjord Uummannaq.

## Description
La tête du fjord est formée par le front du glacier Perlerfiup Sermia coulant de la calotte glaciaire du Groenland. Sur environ un tiers de sa longueur, le fjord change de direction de l'ouest au nord-ouest, pour finalement tourner brusquement vers le sud-ouest avant sa confluence avec la partie nord-est du fjord Uummannaq, à l'ouest d'Ukkusissat.
Le fjord est délimité au sud par la péninsule d'Ukkusissat sur toute sa longueur. Au nord, il est délimité par le continent du Groenland, les hauts plateaux d'Akularusersuaq et d'Akuliarusikassak et les montagnes de Perlerfiup Nunaa. Le littoral est sous-développé - le fjord n'a qu'un seul fjord affluent sur sa rive nord, le fjord Qaumarujuk.
Ukkusissat, perché à la pointe nord-ouest de la péninsule d'Ukkusissat, à l'embouchure du fjord, est le seul établissement de la région.
Le fjord est accessible par des bateaux affrétés individuellement depuis Ukkusissat. L'héliport d'Ukkusissat, desservi par Air Greenland, est le seul aérodrome de la région, avec des liaisons deux fois par semaine vers Uummannaq.